# Опеченський Посад
Опеченський Посад (рос. Опеченский Посад) — село у Боровицькому районі Новгородської області Російської Федерації.
Населення становить 958 осіб. Належить до муніципального утворення Опеченське сільське поселення.

## Історія
До 1927 року населений пункт перебував у складі Новгородської губернії. У 1927-1944 роках перебував у складі Ленінградської області.
Орган місцевого самоврядування від 2010 року — Опеченське сільське поселення.

## Населення
| 1959 | 2010 |
| ---- | ---- |
| 1362 | ↘958 |